# Sarah Gilman
Sarah Gilman (Los Angeles, 1996. január 18. –) amerikai színésznő.
Legismertebb alakítása Delia Delfano a 2014 és 2015 között futó Nem én voltam! című sorozatban. Szerepelt a Diána és Vilma című 2018-as filmben is.

## Élete és pályafutása
Sarah Gilman 1996. január 18-án született Los Angelesben. A Flintridge előkészítő iskolában érettségizett, ahol elnyerte az Advanced Placement Scholar díjat is. Számos iskolai sportcsapatban játszott, beleértve a röplabdát, a vízilabdát, a kosárlabdát, a softballt és a focit. Ő volt az egyetlen lány az iskola történelmében, aki teljesítette a Boys Junior Varsity Football csapatának a játékához szükséges intenzív edzést. 2014. június 1-jén elvégezte a középiskolát.
Színházban kezdte a karrierjét. Főszerepeket játszott olyan musicalekben, mint a Narnia, a You're a Good Man, a Charlie Brown vagy az Alice. 2011-ben debütált a Hold for Laughs rövidfilmben. Később vendégszerepelt az Éjjel-nappal szülők és a Marvin, Marvin tévésorozatokban. 2012 és 2017 között mellékszerepelt a Last Man Standing sorozatban. 2013. június 18-án bejelentették, hogy Gilman lesz az egyik főszereplő a Disney Channel Nem én voltam! című sorozatában, mely 2015. október 16-án ért véget.
2014 őszén kezdett el járni a Dél-Kaliforniai Egyetemen. Filmgyártást, forgatókönyvírást és színészetet tanult, 2019-ben diplomázott.

## Filmográfia

### Film
| Év   | Magyar cím     | Eredeti cím     | Szerep        | Magyar hang    |
| ---- | -------------- | --------------- | ------------- | -------------- |
| 2011 |                | Hold for Laughs | Margaret      |                |
| 2018 | Diána és Vilma | Daphne & Velma  | Vilma Dinkley | Staub Viktória |

### Televízió
| Év        | Magyar cím                    | Eredeti cím                             | Szerep        | Megjegyzések                                      |
| --------- | ----------------------------- | --------------------------------------- | ------------- | ------------------------------------------------- |
| 2012      | Éjjel-nappal szülők           | Up All Night                            | Jamie         | 1 epizód                                          |
| 2012–2017 |                               | Last Man Standing                       | Cammy Harris  | visszatérő szerep (9 epizód)                      |
| 2013      | Marvin, Marvin                | Marvin Marvin                           | Hailey        | 1 epizód                                          |
| 2014      |                               | Kroll Show                              | Cardoni lánya | 1 epizód                                          |
| 2014–2015 | Nem én voltam!                | I Didn't Do It                          | Delia Delfano | - főszereplő - magyar hangja: - Andrusko Marcella |
| 2015      | Jessie                        | Jessie                                  | Delia Delfano | 1 epizód                                          |
| 2018      |                               | Foursome                                | Wynn          | főszereplő                                        |
| 2018      |                               | Barely Managing                         | Sarah         | tévéfilm                                          |
| 2019      |                               | Ryan Hansen Solves Crimes on Television | Stephanie     | 1 epizód                                          |
| 2019      | Veszélyes tanerők             | Those Who Can't                         | Gretchen      | 4 epizód                                          |
| 2021–2024 | CSI: Las Vegas-i helyszínelők | CSI: Vegas                              | Penny Gill    | visszatérő szerep (21 epizód)                     |